# Muhammad Ibn Azzuz Hakim
Muhammad Ibn Azzuz Hakim (Tetúan (Protectorado español de Marruecos), 24 de septiembre de 1924 - 1 de septiembre de 2014) fue un historiador, investigador e hispanista marroquí.
Fue un personaje de gran importancia histórica ya que tuvo una posición privilegiada en la visión de los últimos años de Protectorado español y primeros años de independentismo marroquí, gracias a su actividad en la Delegación de Asuntos Indígenas, su papel como secretariado de Abdeljalek Torres durante el gobierno jalifano y en la unificación del Reino y cómo intérprete del rey Mohammed V en las negociaciones hispano-marroquíes por la independencia. Su testimonio en su diario Al Servicio del líder de unidad ha tenido una gran importancia a la hora de aportar una visión con documentos personales y estatales de los agitados años del Protectorado español en Marruecos.

### Formación académica y carrera profesional
Su formación académica comenzaría a los seis años de edad cuando entró en el Colegio Ramón y Cajal de Tánger, siendo el primer alumno marroquí en estudiar en un colegio español. En esa época su padre Abdelah, perteneció al movimiento racionalista. Posteriormente, prosiguió sus estudios de secundaria en la Academia La General en la que se impartían en español en Tetuán. En esa academia comienza a ser partícipe de las actividades del Partido Reformista Nacional. Y, por último, en 1941 terminará su formación escolar de bachillerato en Granada. 
Ese mismo año entraría a formar parte del Cuerpo General Administrativo del Protectorado. A Ibn Azzuz se le asigna a entrar a formar parte del funcionariado de la Secretaría General de la Alta Comisaría, donde permanecería tres años. Ibn Azzuz compaginaría su trabajo en la Administración con sus estudios universitarios en la Facultad de Filosofía y Letras de Granada, para luego trasladarse dos años después a Madrid, donde finalmente obtendría la Licenciatura en Historia en la Universidad Central. 
En 1943, solicita el traslado a la Delegación de Asuntos Indígenas, donde trabajará en el Instituto Central de Sanidad Pública. En 1945, se le nombraría Jefe del departamento de Personal de la Dirección General de Sanidad. En 1949, tendrá un enfrentamiento dialéctico con el General Gómez Arroyo, que se oponía a la incorporación de marroquíes al Cuerpo de Sanitarios de la administración colonial. Como resultado decide cambiar de departamento y se traslada a la Inspección de Entidades Municipales y Rurales. En 1951, decide compaginar su trabajo de funcionario con la dirección de la Hemeroteca Árabe, aunque un año después abandonaría este último puesto. 
En 1952, se le otorgaría el Diploma de Estudios Superiores de Investigación Científica por el CSIC en Madrid.
En 1955, sin abandonar su puesto en la Administración española comienza como Consejero Jefe de la Oficina de Enlace del Ministerio de Acción Social con Abdelkhalek Torres como ministro. Este puesto iba a ser de gran importancia en su vida académica ya que en su experiencia se basará su obra Al servicio del “líder de unidad”. Ese mismo año también trabaja como intérprete de árabe a español del rey de Marruecos Muhammad V y del entonces Jefe de Estado Mayor Hassan II en las negociaciones para la independencia del país. Desde entonces quedará ligado a la Casa Real marroquí a través de tres puestos: Encargado de Misión en el Gabinete Real, Encargado de Heráldica y Genealogía en la Cancillería Real y Consejero Real en temas de historia y cultura hispano-marroquíes.
En 1956, tuvo un papel importante en la zona norte de Marruecos ya que fue el presidente de la Delegación para el Traspaso de Poderes de la Zona Norte y Secretario General del Ministerio encargado de la administración del norte. 
En 1957, obtuvo el diploma en Estudios Políticos orientado a los Estudios Africanos y Orientales por el Instituto de Estudios Políticos en Madrid y un año después el diploma en Estudios internaciones por el Instituto de Estudios Internacionales de la Universidad de Zaragoza. 
En 1975, tuvo un papel internacional muy relevante en las relaciones hispano-marroquíes ya que fue miembro de la Delegación marroquí que entregó los expedientes de Sidi Ifni y el Sahara a la ONU y defendió la posición de Marruecos en la Corte Internacional de Justicia de La Haya. 
Su último diploma académico lo obtendría en Heráldica y Nobiliaria por el Instituto Salazar de Madrid, en 1974 con 50 años. 
Su carrera profesional terminaría como Secretario General emérito de la Fundación Abdelkhalak Torres en Tetuán, de 1990 a 2014.

### Aportaciones al mundo científico
Cabe destacar el enriquecimiento aportado por Ibn Azzuz a la literatura hispano-marroquí. Durante su carrera ha publicado 255 libros sobre Marruecos 190 en español y 65 en árabe y más de 300 artículos en revistas científicas. La temática de sus publicaciones abarca desde las relaciones históricas hispano-marroquíes, la administración del protectorado, la historia de Marruecos, el movimiento nacionalista marroquí y la resistencia del norte del país contra el protectorado. Y por último, la traducción de obras importantes como el diario de Abdeljalaq Torres. Es, por tanto, uno de los más prolíficos escritores marroquíes en lengua española y decano de los hispanistas marroquíes. Ha dedicado buena parte de su quehacer investigador al estudio del Protectorado español y, en particular, a la historia del nacionalismo marroquí durante este periodo, tema sobre el que posee el mayor archivo privado existente, con más de dos millones de documentos, entre ellos las memorias de Juan Luis Beigbeder, antiguo Alto Comisario de España en Marruecos.
También ha estudiado la literatura popular de las regiones de Yebala, Gomara y Tetuán, así como la herencia cultural de al-Ándalus en el norte de Marruecos. Ha traducido al árabe a Jacinto Benavente y la obra de Ortega y Gasset La rebelión de las masas, además de los versos de Juan Ramón Jiménez y diversos poetas de la Generación del 27.

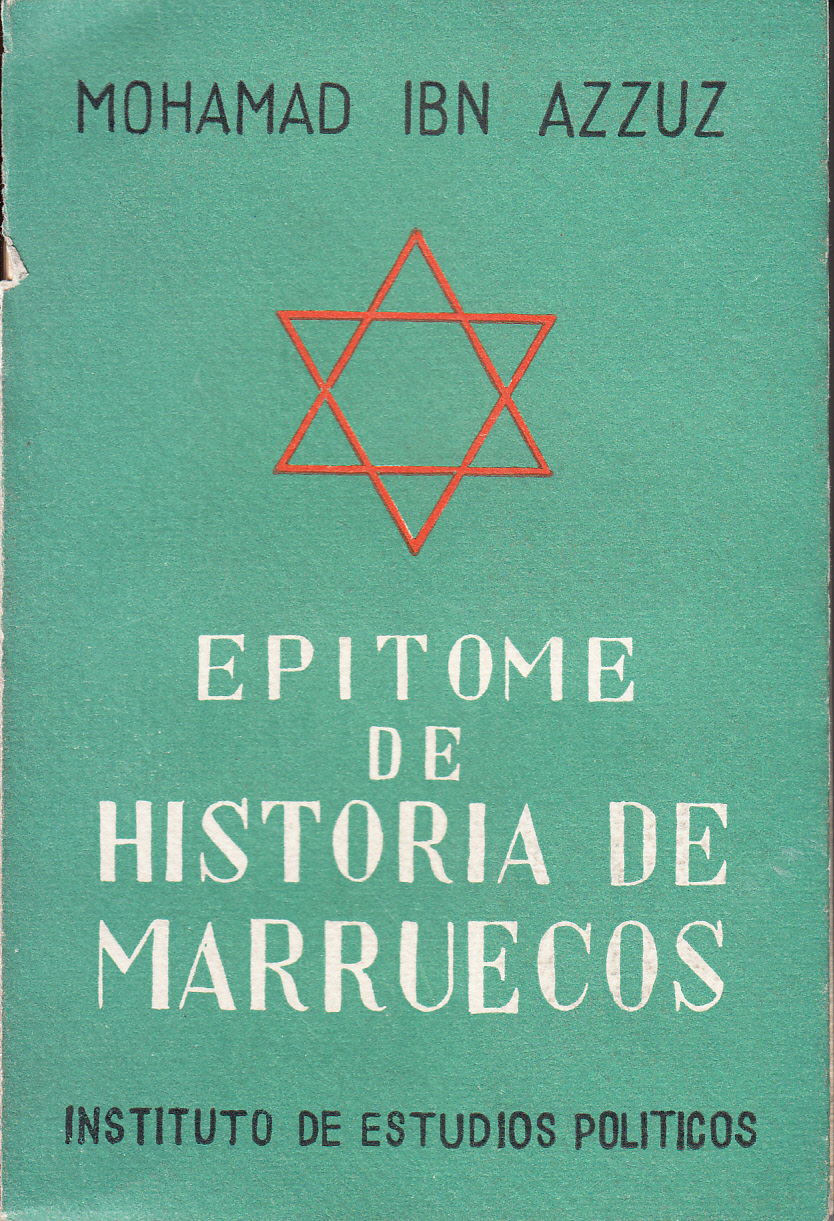
Epítome de Historia de Marruecos

En 2002 dirigió una carta abierta al rey Juan Carlos I solicitando la revocación del Decreto de expulsión de los moriscos de 1609, igual que se había hecho una década antes con el Decreto de expulsión de los judíos de 1492.
Ibn Azzuz también publicó más de 500 artículos periodísticos para la prensa de Tánger, como los periódicos España y El Día y la prensa de Tetuán como Aquí Marruecos, Diario de África. Fue por ello por lo que se le entregó el premio África de Literatura y Periodismo en 1951 y 1952.
Fundó cuatro revistas de investigación:
- Alcazaba
- Cuadernos de estudios hispano-marroquíes y Los presidios
- Wata’iq al Wataniya (revista de documentación nacionalista)
- Titawin (revista de historia marroquí)
Fue el primer escritor marroquí que publicó un libro en español: Epítome de Historia de Marruecos en el Instituto de Estudios Políticos, Madrid 1949. En ese año, publicó también Compendio de los pactos internacionales de Marruecos, en Tetuán, en la Editora Marroquí. Estuvo ligado al Instituto de Estudios Políticos en el que publicó en su revista Cuadernos de Estudios Africanos diversos artículos entre ellos "Hacia una posible autonomía de la zona jalifiana", en el que defiende, en 1955, antes del retorno de Mohamed V a Marruecos, la autonomía para la zona norte marroquí, en línea con la visión oficialista española de ese momento

### Al servicio del “líder de la unidad”
La obra más importante de Ibn Azzuz es probablemente el diario que escribió cuando fue secretario de Abdelkhalak Torres, el creador del ideario del Partido Reformista Nacional (PNR). Es un diario político no personal. Los detalles personales fueron eliminados del libro publicado. El tema principal de esta obra es la relación profesional entre los dos individuos en los años que trabajan juntos. El diario original está escrito en árabe y relata las relaciones del partido nacionalista marroquí con los altos cargos de los países coloniales de España y Francia, al igual que con otras autoridades internacionales como la Liga Árabe y la ONU. 
Cuenta con nueve capítulos. Es un diario enfocado a una visión lo más objetiva posible en donde el autor no entra en juicios de valor. De hecho, el autor intenta recoger los tres puntos de vista de los países involucrados en el territorio marroquí: el propio Marruecos, España y Francia. 

### Condecoraciones
- Condecorado en numerosas ocasiones con la Orden de la Mehdawiya durante el Protectorado.
-  Condecorado con la Orden al Mérito Civil en 1966
-  Condecorado por el rey Muhammad VI con la Orden del Mérito Intelectual siendo el primero en la historia de Marruecos en recibirlo, en 2009.